# Slim Borgudd
Karl Edward Tommy Borgudd, detto Slim (Borgholm, 25 novembre 1946 – 23 febbraio 2023), è stato un pilota automobilistico e musicista svedese.
Prima di diventare pilota automobilistico, Slim Borgudd era un affermato batterista jazz-rock, che suonò in diversi gruppi locali e fu anche session-man per diversi lavori degli ABBA grazie alla considerazione che di lui aveva Björn Ulvaeus, con il quale aveva già collaborato in uno dei suoi precedenti gruppi musicali.
Attivo nel ramo corse già dalla metà degli anni sessanta soprattutto nella Formula Ford, Borgudd arrivò relativamente tardi alla fama, a 26 anni nel 1972, dopo cinque vittorie nella formula Sport. Esordì quindi a 30 anni in Formula 3, poi formò un team col quale corse nelle serie sia svedesi che europee. Fallito l'ingresso in Formula 2 nel 1980, Borgudd riuscì tuttavia a entrare in Formula 1 l'anno successivo, a 35 anni. Esordì su una ATS al Gran Premio di San Marino 1981 con un vistoso logo degli ABBA piazzato sulla carrozzeria dell'auto. La manovra, senza fini commerciali, aveva in realtà lo scopo di attrarre l'attenzione degli sponsor sulla vettura. Dopo avere realizzato un punto in tutta la stagione (a Silverstone), Borgudd l'anno successivo passò alla Tyrrell, in coppia con Michele Alboreto. Ma i risultati non arrivarono. L'avventura di Slim Borgudd in Formula 1 si concluse quindi con quindici G.P. disputati e un sesto posto quale risultato migliore.
Dal 1983 al 1997 Borgudd è stato attivo in varie specialità automobilistiche, tra cui la 24 ore di Le Mans; in particolare ottenne successi nel truck racing, di cui ha vinto il campionato europeo FIA nel 1986 (Classe B), nel 1987 (Classe C) e nel 1995 (Super-Race-Trucks). Anche dopo il suo definitivo ritiro dall'automobilismo professionistico, Borgudd era spesso presente in gare europee di livello dilettantistico o amatoriale.

## Risultati F1
| 1981 | Scuderia | Vettura |  |  |  |    |    |    |    |    |   |     |     |    |     |     |    |  |  | Punti | Pos. |
| ---- | -------- | ------- |  |  |  | -- | -- | -- | -- | -- | - | --- | --- | -- | --- | --- | -- |  |  | ----- | ---- |
| 1981 | ATS      | D4 e D5 |  |  |  | 13 | NQ | NQ | NQ | NQ | 6 | Rit | Rit | 10 | Rit | Rit | NQ |  |  | 1     | 20º  |

| 1982 | Scuderia | Vettura |    |   |    |  |  |  |  |  |  |  |  |  |  |  |  |  |  | Punti | Pos. |
| ---- | -------- | ------- | -- | - | -- |  |  |  |  |  |  |  |  |  |  |  |  |  |  | ----- | ---- |
| 1982 | Tyrrell  | 011     | 16 | 7 | 10 |  |  |  |  |  |  |  |  |  |  |  |  |  |  | 0     |      |

| Legenda | 1º posto     | 2º posto | 3º posto    | A punti         | Senza punti/Non class.  | Grassetto – Pole position Corsivo – Giro più veloce |
| Legenda | Squalificato | Ritirato | Non partito | Non qualificato | Solo prove/Terzo pilota | Grassetto – Pole position Corsivo – Giro più veloce |